# General Motors 122
General Motors 122 — серия рядных четырёхцилиндровых бензиновых двигателей внутреннего сгорания, выпускавшихся с 1982 по 2003 год американской корпорацией General Motors.

## Generation I

### 1.8

#### L46
L46 — первый двигатель, устанавливавшийся на автомобили, базировавшиеся на платформе J-body. Рабочий объём двигателя составляет 1,8 л (1841 см3), мощность — 66 кВт (88 л. с.), а крутящий момент — 140 Н⋅м. В двигателе использовался двухкамерный карбюратор Rochester.
Применения:
- 1982 Buick Skyhawk
- 1982 Cadillac Cimarron
- 1982 Chevrolet Cavalier
- 1982 Oldsmobile Firenza
- 1982 Pontiac J2000

### 2.0

#### LQ5
Двигатель LQ5 рабочим объёмом 2,0 л (1991 см3) был представлен в середине 1982 года. Мощность составляет 64 кВт (86 л. с.), а крутящий момент — 150 Н·м.
Применения:
- 1983—1986 Buick Skyhawk
- 1983—1986 Cadillac Cimarron
- 1983—1986 Chevrolet Cavalier
- 1983—1986 Oldsmobile Firenza
- 1983—1985 Pontiac J2000/2000/Sunbird

#### LQ2
Двигатель LQ2 был идентичен двигателю LQ5 за исключением того, что в нём использовался двухкамерный карбюратор вместо системы впрыска топлива с дроссельной заслонкой. С осени 1983 по весну 1984 года двигатель устанавливался на пикапы Chevrolet S-10 и GMC S-15 и внедорожники Blazer и Jimmy.
LQ2 развивал мощность 62 кВт (83 л. с.) при 4600 об/мин и крутящий момент 146 Н·м при 2400 об/мин. Красная зона — 4750 об/мин.
Применения:
- 1983—1984 Chevrolet S-10 и GMC S-15
- 1983—1984 Chevrolet S-10 Blazer и GMC S-15 Jimmy

## Generation II

### 2.0

#### LL8
Двигатель LL8, заменивший двигатель LQ5, выпускался с 1987 по 1989 год. Мощность составляет 67 кВт (90 л. с.), а крутящий момент — 146 Н⋅м. В двигателе используется система впрыска топлива с дроссельной заслонкой.
Применения:
- 1987—1989 Buick Skyhawk
- 1987—1989 Chevrolet Beretta
- 1987—1989 Chevrolet Cavalier
- 1987—1989 Chevrolet Corsica
- 1987—1988 Oldsmobile Firenza
- 1987—1989 Pontiac Tempest

### 2.2

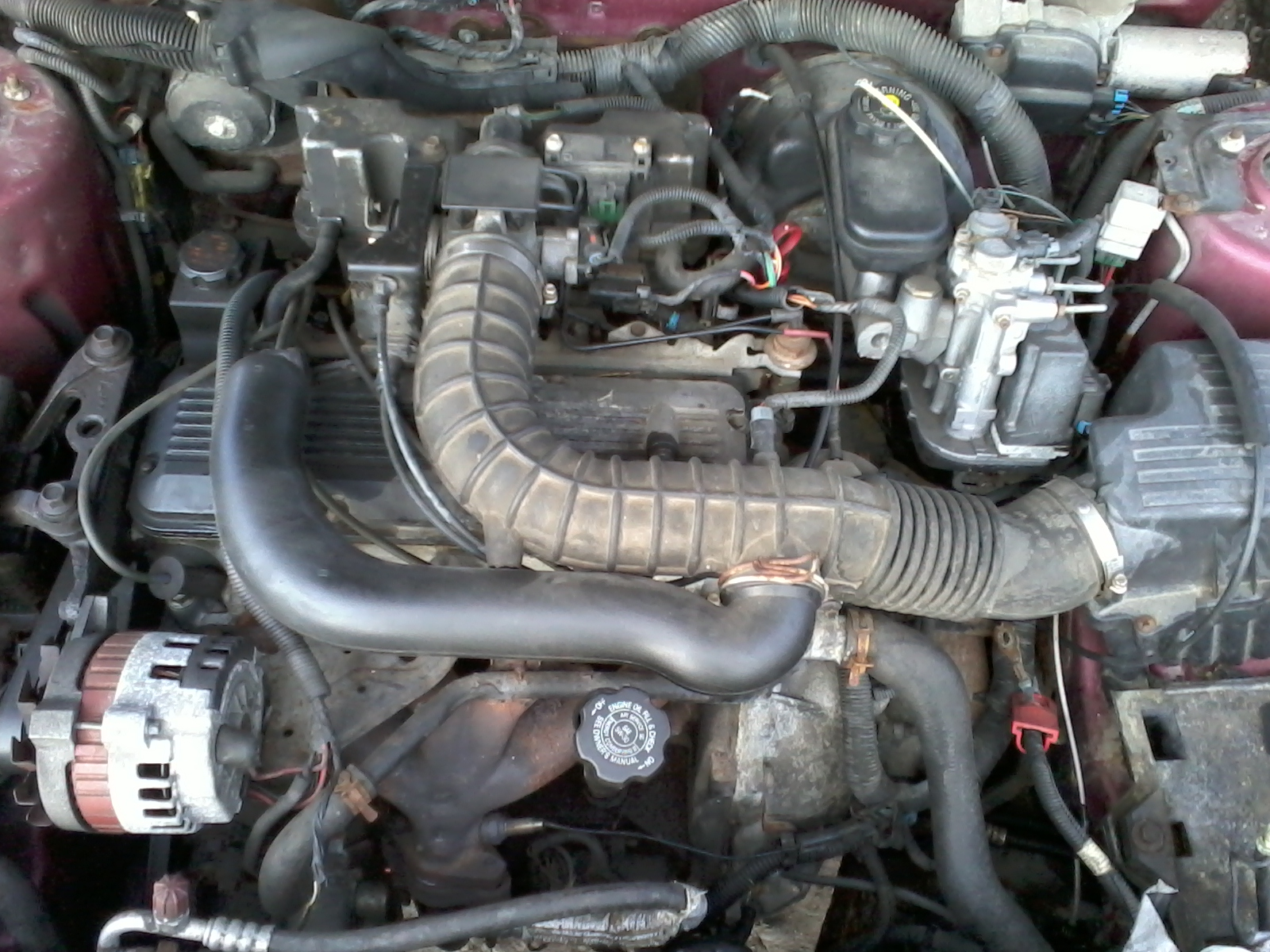
Двигатель 2.2 L OHV I4

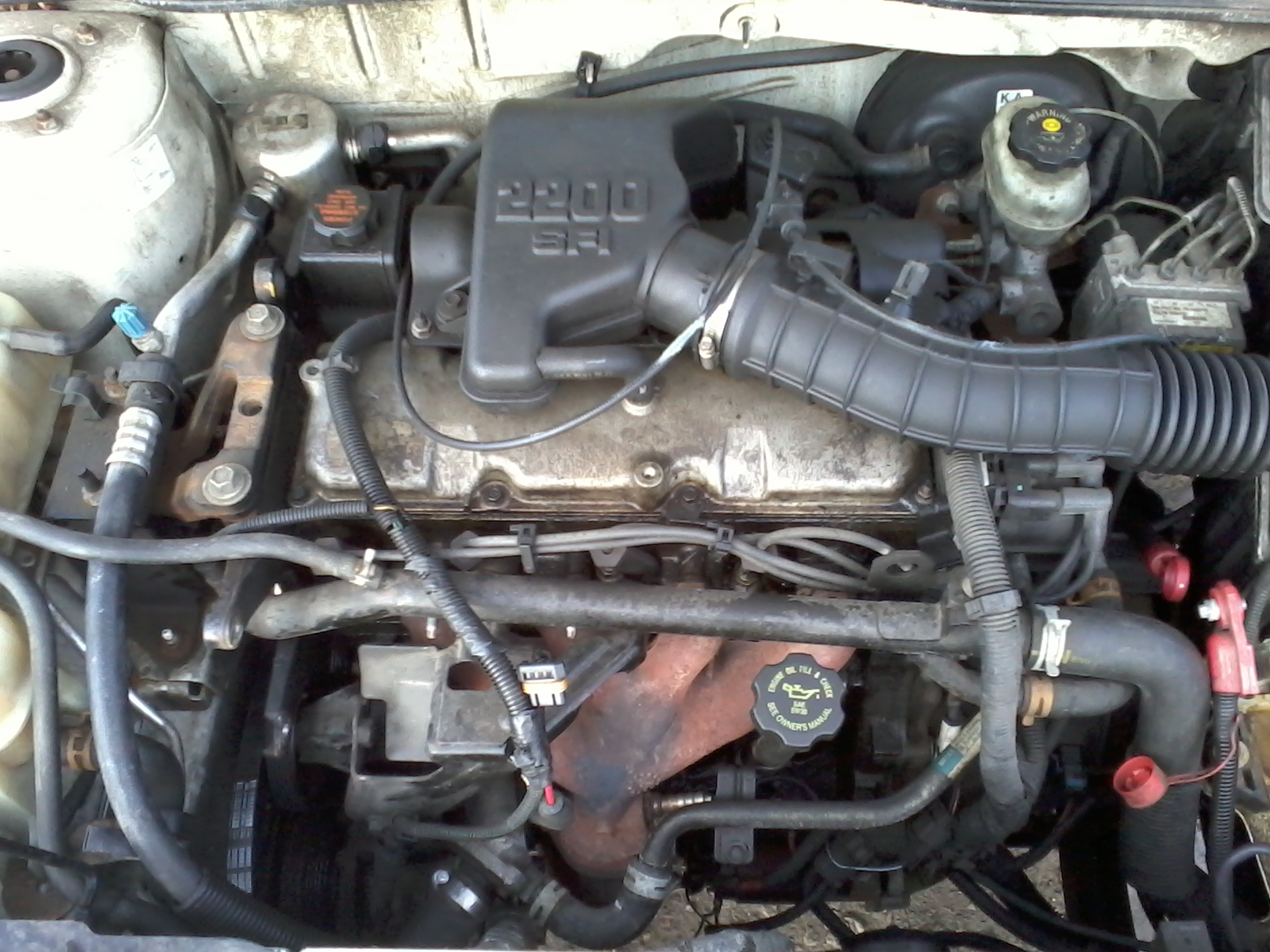
Двигатель 2200 OHV I4

#### LM3
В 1990 модельном году 2,0-литровый двигатель LL8 был заменён 2,2-литровым (2189 см3) двигателем LM3, мощность которого составляет 71 кВт (95 л. с.), а крутящий момент — 163 Н⋅м.
Применения:
- 1990—1991 Chevrolet Beretta
- 1990—1991 Chevrolet Cavalier
- 1990—1991 Chevrolet Corsica
- 1990—1991 Pontiac Tempest

#### LN2
LN2 — двигатель объёмом 2,2 л (2189 см3) с многоточечным впрыском топлива. Изначально мощность составляла 82 кВт (110 л. с.), а крутящий момент — 176 Н⋅м. В 1994 году мощность была увеличена до 89 кВт (120 л. с.), а крутящий момент — до 190 Н·м. С 1996 года двигатель носил название Vortec 2200.
В 1998 году двигатель был переработан в соответствии с нормами выбросов и стал называться 2200. Мощность была снижена до 86 кВт (115 л. с.) при 5000 об/мин, а крутящий момент — до 183 Н⋅м при 3600 об/мин. В 2003 году на смену двигателю LN2 пришёл двигатель DOHC Ecotec. Двигатели LN2, выпущенные в 2003 году, оснащены системой дополнительной подачи воздуха.
Применения:
- 1993—1996 Buick Century
- 1992—1996 Chevrolet Beretta
- 1992—2002 Chevrolet Cavalier
- 1992—1996 Chevrolet Corsica
- 1993 Chevrolet Lumina
- 1994—1997 Chevrolet S-10, GMC Sonoma и Isuzu Hombre
- 1993—1994 Grumman LLV
- 1993—1996 Oldsmobile Cutlass Ciera
- 1995—2002 Pontiac Sunfire

#### L43
Vortec 2200 (L43) — рядный четырёхцилиндровый двигатель с системой дополнительной подачи воздуха. Может работать на гибком топливе. Блок цилиндров — чугунный, головка блока цилиндров — алюминиевая. Рабочий объём составляет 2,2 л (2189 см3), диаметр цилиндра и ход поршня — 89 мм × 88 мм, мощность — 89 кВт (120 л. с.) при 5000 об/мин, а крутящий момент — 190 Н⋅м при 3600 об/мин. В сентябре 2002 года двигатель L43 был заменён двигателем LN2.
Применения:
- 1998—2002 Chevrolet S-10, GMC Sonoma и Isuzu Hombre[8]